# Bijuesca
Bijuesca – gmina w Hiszpanii, w prowincji Saragossa, w Aragonii, o powierzchni 57,08 km². W 2011 roku gmina liczyła 114 mieszkańców.